# Ernst Sorger
Ernst Sorger (* 19. November 1892 in Alt Zedlisch, Königreich Böhmen; † 9. August 1945 in Liebenau (Graz)) war ein österreichischer Psychiater und Primarius an der „Landes-Irren-Heil- und Pflegeanstalt“ Feldhof bei Graz sowie Landesobmann der „Erbbiologischen Bestandsaufnahme“ in der Steiermark.

## Leben
Sorger studierte Medizin an der Universität Graz. Seit 1911 gehörte er der Grazer akademischen Burschenschaft Arminia an. Er war ab 1921 als Psychiater in der Heil und Pflegeanstalt Feldhof (HPfA) tätig. Von 1932 bis 1944 war Sorger Primararzt der Frauenabteilung an der HPfA. Er trat 1935 der illegalen NSDAP bei, beantragte dann am 18. Mai 1938 die reguläre Aufnahme in die Partei und wurde rückwirkend zum 1. Mai aufgenommen (Mitgliedsnummer 6.306.523), er betätigte sich später auch als Redner beim Rassenpolitischen Amt der NSDAP. In der SA stieg er zum Sanitäts-Obersturmführer auf. Sorger war zudem ab 1940 Landesobmann der „Erbbiologischen Bestandsaufnahme“ und als solcher einer der „exponiertesten Rassepsychiater“ und strikter Befürworter von Zwangssterilisationen.
Sorger wechselte von der SA zur SS und erreichte dort als SS-Arzt den Rang eines SS-Obersturmbannführers. 1944 wurde er Nachfolger von Oskar Begusch in der Anstalt Feldhof, der seit 1939 Anstaltsdirektor war und 1944 an den Folgen einer Blinddarmoperation verstorben war.
Sorger gehörte ab dem 2. September 1940 zum Kreis der T4-Gutachter für die Aktion T4. Diese „Gutachten“, die meist aufgrund der Aktenlage getroffen wurden, waren gut bezahlt: Bei 100 Meldebögen bekamen die Gutachter 100 Reichsmark (RM), bei 2000 Meldebögen 200 RM und bei über 3500 Meldebögen 400 RM. Sorger hat mit Begusch auch sogenannte Vor-Ort-Selektionen in kleineren Siechen- und Pflegeanstalten vorgenommen; dies war eine österreichische Besonderheit, bei welcher das allgemeine Begutachtungsverfahren teilweise durch sogenannte „fliegende Ärztekommissionen“ ausgeführt wurde.
Am 28. Mai startete der erste Transport mit 200 Patienten von Graz in die NS-Tötungsanstalt Hartheim. Für diese Auswahltätigkeit wurde Sorger drei Tage pro Woche vom Anstaltsdienst freigestellt. Für die Selektionen waren neben der psychiatrischen Erkrankung die Arbeitsfähigkeit in der Anstalt bzw. der Pflegeaufwand entscheidende Kriterien. Bis zum Juni 1941 gingen noch weitere 13 Transporte nach Hartheim ab. Von den 1174 dokumentierten Patienten waren 601 Männer und 573 Frauen, man schätzt die Gesamtzahl aber auf ca. 1500 Patienten.
Gegen Sorger wurde 1945 wegen Tötung von 13 behinderten Kindern ermittelt. Er beging aber vor Abschluss des Verfahrens im August 1945 Suizid; dadurch gerieten auch die weiteren Erhebungen ins Stocken. Die Verantwortung der anderen mitbeteiligten Ärzte und Pfleger konnte nun den beiden verstorbenen ehemaligen Anstaltsdirektoren angelastet werden, während die übrigen sich gegenseitig entlasteten.